# Eusebiu Diaconu
Eusebiu Iancu Diaconu (Bacău, 16 de marzo de 1981) es un deportista rumano que compitió en lucha grecorromana. Ganó tres medallas de bronce en el Campeonato Mundial de Lucha entre los años 2003 y 2007, y tres medallas en el Campeonato Europeo de Lucha entre los años 2005 y 2009.
Participó en dos Juegos Olímpicos de Verano, ocupando el séptimo lugar en Atenas 2004 y el octavo lugar en Pekín 2008.

## Palmarés internacional
| Campeonato Mundial | Campeonato Mundial | Campeonato Mundial | Campeonato Mundial |
| Año                | Lugar              | Medalla            | Categoría          |
| ------------------ | ------------------ | ------------------ | ------------------ |
| 2003               | Créteil (Francia)  | Medalla de bronce  | 60 kg              |
| 2005               | Budapest (Hungría) | Medalla de bronce  | 60 kg              |
| 2007               | Bakú (Azerbaiyán)  | Medalla de bronce  | 60 kg              |
| Campeonato Europeo |                    |                    |                    |
| Año                | Lugar              | Medalla            | Categoría          |
| 2005               | Varna (Bulgaria)   | Medalla de plata   | 60 kg              |
| 2007               | Sofía (Bulgaria)   | Medalla de oro     | 60 kg              |
| 2009               | Vilna (Lituania)   | Medalla de bronce  | 60 kg              |